# 大富卡山
46°35′48″N 8°24′37″E / 46.596609°N 8.410299°E

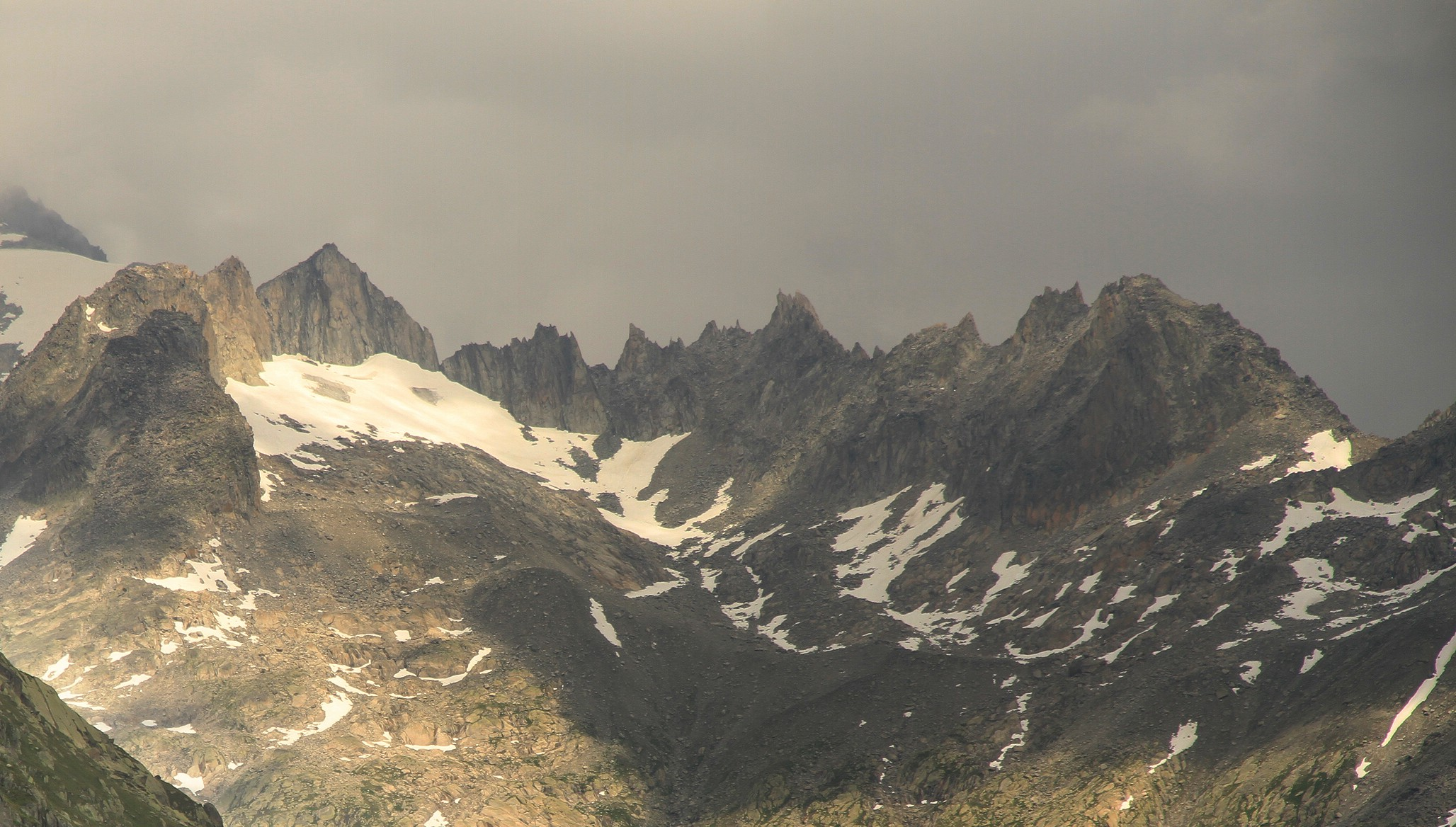

大富卡山（Gross Furkahorn），是瑞士的山峰，位於該國中南部，處於瓦萊州和烏里州接壤的邊界，屬於烏里山的一部分，海拔高度3,169米，人類在1896年8月6日首次登頂。